# Audio Achievements
Audio Achievements är en inspelningsstudio som är belägen i Torrance i Kalifornien på adressen 1327 Cabrillo Avenue. Byggnaden uppfördes 1929, men blev inte inspelningsstudio förrän 1978.